# Intercambiador Ōshimakita
El Intercambiador Ōshimakita (大島北インターチェンジ Ōshimakita-intāchenji?) es un intercambiador de la Autovía de Nishiseto que se encuentra en la Ciudad de Imabari de la Prefectura de Ehime. 

## Características
Es un intercambiador parcial que sólo permite entrar para dirigirse hacia la Isla Hakata o salir viniendo de la misma.
Es uno de los dos intercambiadores de la Isla Oo, el otro es el Intercambiador Ooshimaminami que se encuentra más al sur.

## Cruces importantes
- Ruta Nacional 317
- Ruta de Ōshima (大島道路 Ōshima-dōro?)

## Alrededores del intercambiador
- Gran Puente Hakata-Ooshima

## Intercambiador anterior y posterior
- Autovía de Nishiseto (hacia Onomichi)

Intercambiador Imabari << Intercambiador Ōshimakita >> Intercambiador Hakatajima
- Autovía de Nishiseto (desde Onomichi)

Intercambiador Hakatajima << Intercambiador Ōshimakita >> Intercambiador Imabarikita